# Kristen filosofi
Den kristna filosofin härstammar från det intellektuella och andliga mötet mellan den antika traditionella filosofin och den monoteistiska kristendomen under romartiden. Avseende filosofin ägde den stora debatten rörande en möjlig kristen filosofi rum under 1930-talets Frankrike.
Den kristna gudens inträde i filosofin har fått flera stora konsekvenser, såsom:[källa behövs]
- den från grunden kommande skapelsedoktrinen som ersätter tron på världslig evighet;
- hävdandet av mänsklig frihet och tron att ondska är ett missbruk av denna frihet;
- hävdandet att den mänskliga själen skapas vid befruktningen och att den behålls i evigheter av honom efter den fysiska döden.

Dessa tre centrala punkter[källa behövs] har ändrat den rationella filosofiska teologin, kosmologin och antropologin. Dessa introducerade konceptet gudomlig omnipotens i filosofin, en ontoteologi som baseras på tvetydigheten i existensen (skapade varelsers radikala beroende mot oskapade, separering av naturlighet och övernaturlighet), och tron på mänsklighetens identitet och dess moraliska ansvarighet på grund av dess övernaturliga öde. Dessa punkter blev successivt allt mer etablerade, även om den kristna traditionen redan ansågs finnas i människans förnuft.